# Коцур, Трой
Трой Коцур (англ. Troy Kotsur; род. 24 июля 1968, Меса, Марикопа, Аризона, США) — американский актёр и режиссёр театра и кино, известный в первую очередь благодаря роли в фильме «CODA: Ребёнок глухих родителей» (2021). Был удостоен за неё ряда престижных кинопремий, включая «Оскар», стал первым слабослышащим актёром, получившим эту награду.

## Биография
Трой Коцур родился в городе Меса в Аризоне, рос в Финиксе. Он учился в школе для глухих, потом изучал театр, телевидение и кино в Галлодетском университете. В 1989 году Коцур стал членом труппы Национального театра глухих, в 1994 начал работать в театре «Глухой Запад» в Лос-Анджелесе в качестве актёра и режиссёра нескольких постановок. Он сыграл Стэнли в «Трамвае „Желание“», Ленни в пьесе «О мышах и людях», принца Гамлета в постановке «Офелия».
В 2001 году Коцур и слышащий актёр Лайл Кэноуз вместе появились в постановке мюзикла 1985 года «Большая река» в театре «Глухой Запад»: оба сыграли Гекльберри Финна. Успех мюзикла привёл к постановке пьесы на Форуме Марка Тейпера и на Бродвее. У Коцура была повторяющаяся роль в сериале «Сью Томас: Зоркий детектив», он работал специалистом по языку жестов в телешоу.
В 2012 году Коцур сыграл главную роль в спектакле «Сирано», поставленном совместно театрами «Глухой Запад» и «Фонтан». Затем он снял художественный фильм «Необычный герой: Суперглухой фильм», премьера которого состоялась на кинофестивале в Хартленде в 2013 году.
В 2021 году Коцур снялся в фильме «CODA: Ребёнок глухих родителей», сыграв глухого отца слышащей девочки-подростка. Режиссёр Шан Хейдер предложила ему эту роль, увидев его выступления в постановках «Глухой Запад», «Наш город» и Эдвард Олби «Дома в зоопарке». Картина имела большой успех, Национальное общественное радио сообщило, что выступление Коцура «вызвало благоговейный трепет как у зрителей, так и у критиков». Коцур получил премию «Оскар» за лучшую мужскую роль второго плана, став вторым награждённым из глухих актёров после Марли Мэтлин в фильме «Дети меньшего бога» (1986). Кроме того, он был награждён премиями «Независимый дух», «Выбор критиков», BAFTA, Премией Гильдии киноактёров США.
В 2021 году появлялись данные о том, что Коцур собирается сыграть главную роль в сериале «Вспышка перед взрывом», спортивной драме с полностью глухим актёрским составом.
У Коцура есть дочь Кира от актрисы Джинни Брей.

## Фильмография

### Кино
| Год  | Название                               | Роль          | Примечания                                 |
| ---- | -------------------------------------- | ------------- | ------------------------------------------ |
| 2007 | Роковое число 23                       | Барнаби       |                                            |
| 2008 | Универсальные знаки                    | Крис          |                                            |
| 2009 | Смотрите, что я говорю: Глухие артисты |               | Документальный фильм                       |
| 2013 | Необычный герой: Суперглухой фильм     | Мэтт          | Трой стал ещё и режиссёром                 |
| 2016 | Дикая роза прерий                      | Джеймс Хансен |                                            |
| 2021 | CODA: Ребёнок глухих родителей         | Фрэнк Росси   | Оскар за лучшую мужскую роль второго плана |

### Телевидение
| Год       | Название                            | Роль                           | Примечания                               |
| --------- | ----------------------------------- | ------------------------------ | ---------------------------------------- |
| 2001      | Сильное лекарство                   | Ларс                           | Эпизод                                   |
| 2002-2005 | Сью Томас: Зоркий детектив          | Трой Майерс                    | 5 серий                                  |
| 2003      | Док                                 | Трой                           | Эпизод «Правила ведения боевых действий» |
| 2006      | C.S.I.: Место преступления Нью-Йорк | Деннис Митчем                  | Эпизод «Тихая ночь»                      |
| 2007      | Клиника                             | Мистер Фрэнсис                 | Эпизод «Мои слова мудрости»              |
| 2012      | Мыслить как преступник              | Джон Майерс                    | Эпизод «Глушитель»                       |
| 2019      | Мандалорец                          | Тускенский рейдер-разведчик #1 | Эпизод «Глава 5: Стрелок»                |

### Театр
| Год       | Название          | Роль               | Примечания | Ссылка (референс) |
| --------- | ----------------- | ------------------ | --- | ----------------- |
| 1989      | Где-то в комнате  |                    | Пьеса Сьюзан Зедер, режиссёр Виктор Браун                                                                                    | [ 8 ]             |
| 1991—1992 | Остров сокровищ   |                    | На основе романа «Остров сокровищ»; гастроли Национального театра глухих                                                     | [ 8 ]             |
| 1992—1993 | Офелия            | Гамлет             | Гастроли Национального театра глухих                                                                                         | [ 8 ]             |
| 1993      | 25 центов         | Гарри              | Спектакль Нью-Йоркского театра глухих                                                                                        | [ 9 ]             |
| 2001      | Большая река      | Пап Финн / Герцог  | Коцур разделил роль с Лайлом Кэноузом. Спектакль поставлен в театре «Глухой Запад»                                           | [ 2 ]             |
| 2002      | Большая река      | Папа Финн / Герцог | Выступал на Марк Тапер Форум; Коцур разделил роль с Лайлом Кэноузом.                                                         | [ 2 ]             |
| 2003      | Большая река      | Пап Финн / Герцог  | Спектакль поставлен на Бродвее в Deaf West Theatre и театральной труппой «Карусель». Коцур разделил роль с Лайлом Каэноузом. | [ 10 ]            |
| 2012      | Сирано            | Сирано             | Спектакль поставлен в театре «Глухой Запад»                                                                                  | [ 8 ]             |
| 2014      | Пробуждение весны | Взрослые мужчины   | Спектакль поставлен в театре «Глухой Запад»                                                                                  | [ 11 ]            |

## Награды и номинации
| Награда                        | Год  | Категория                              | Название работы                | Результат |
| ------------------------------ | ---- | -------------------------------------- | ------------------------------ | --------- |
| Ovation Awards                 | 2012 | Лучшая мужская роль в пьесе            | Сирано                         | Номинация |
| Готэм (премия)                 | 2021 | Лучшая мужская роль второго плана      | CODA: Ребёнок глухих родителей | Победа    |
| Оскар                          | 2022 | Лучшая мужская роль второго плана      | CODA: Ребёнок глухих родителей | Победа    |
| Золотой глобус                 | 2022 | Лучшая мужская роль второго плана      | CODA: Ребёнок глухих родителей | Номинация |
| Премия Гильдии киноактёров США | 2022 | Лучшая мужская роль второго плана      | CODA: Ребёнок глухих родителей | Победа    |
| Премия Гильдии киноактёров США | 2022 | Лучший актёрский состав в игровом кино | CODA: Ребёнок глухих родителей | Победа    |
| BAFTA                          | 2022 | Лучшая роль второго плана              | CODA: Ребёнок глухих родителей | Победа    |
| Выбор критиков                 | 2022 | Лучшая мужская роль второго плана      | CODA: Ребёнок глухих родителей | Победа    |
| Независимый дух                | 2022 | Лучшая мужская роль второго плана      | CODA: Ребёнок глухих родителей | Победа    |